# Revista La Granja
La Granja es la primera revista universitaria del Ecuador indexada en Scopus y una de las seis revistas científicas internacionales que publica la Universidad Politécnica Salesiana con frecuencia semestral desde enero de 2002 sobre ciencias ambientales, ciencias de la tierra, biotecnología, agropecuaria y desarrollo sustentable. 
La revista utiliza un sistema de evaluación por expertos externos de tipo doble ciego (double blind peer review). La revista se encuentra indexada en varios índices académicos.
Todos los artículos previa aceptación son publicados, de tal forma que su  contenido  sea de acceso abierto enteramente gratuita para lectores y autores.

## Misión
La Granja busca generar un espacio de discusión global tanto en el área académica como científica, acerca de las características únicas de cada región; a través de información veraz, científica, rigurosa, actualizada, y sobre todo de alto impacto.
La Granja se encuentra indexada en SCOPUS, ESCI de Web of Science, LATINDEX, DOAJ, REDIB, REDALYC y más de 250 repositorios, bibliotecas e Índices especializados del mundo.